# David DiLeo
David DiLeo, né le 28 février 1997 à Iowa City, en Iowa, est un joueur américain de basket-ball évoluant au poste d'ailier, pour MSB Le Mans en Betclic Élite.

## Biographie

### Carrière universitaire
Entre 2016 et 2020, il joue pour les Chippewas de Central Michigan à l'université de Central Michigan.

### Carrière professionnelle

#### UCAM Murcia CB (2020-2021)
Le 18 novembre 2020, automatiquement éligible à la draft 2020 de la NBA, il n'est pas sélectionné.
Le 29 juin 2020, il signe son premier contrat professionnel avec l'équipe espagnole de l'UCAM Murcia CB. En 19 matches, il a des moyennes de 8,1 points en ayant 37 % de réussite à trois points, 54,5 % aux tirs et 90 % aux lancers-francs et en jouant 18 minutes par match.
En janvier 2021, il souffre d'une blessure à sa main droite et doit mettre prématurément un terme à sa saison.
En juillet 2021, il participe à la NBA Summer League de Las Vegas avec les Pelicans de La Nouvelle-Orléans.

#### PAOK Thessaloniki (2021-2022)
Le 13 juillet 2021, il signe avec l'équipe grecque du PAOK Thessaloniki.
En 24 matches, il a des moyennes de 9,5 points (en ayant 39 % de réussite à trois points) et 3,9 rebonds en 21 minutes par match.
En juillet 2022, il participe à la NBA Summer League de Las Vegas avec les Pacers de l'Indiana.

#### Czarni Słupsk (2022-2023)
Le 25 juillet 2022, il signe avec l'équipe polonaise du Czarni Słupsk.

#### ESSM Le Portel (2023-2024)
Le 22 juin 2023, il signe un contrat avec l'équipe française de l'ESSM Le Portel. DiLeo réussit une bonne saison avec en particulier une bonne adresse au tir à trois points (43,3 %)

#### Le Mans Sarthe Basket (depuis 2024)
En juin 2024, DiLeo s'engage pour une saison avec Le Mans Sarthe Basket, en première division française. Il y remporte notamment la leaders cup dans un contexte difficile puisque seulement 7 joueurs professionnels sont sur la feuille de match en raison de l'absence pour congé paternité et maladie de TaShawn Thomas et Noah Penda.
David DiLeo participe notamment avec le MSB à sa première finale de coupe de France à Bercy où l'équipe s'incline face au Paris Basket.
Il prolonge son contrat pour un an avec le MSB le 18 juin 2025.

## Palmarès

### Universitaire
- NABC All-District (14) Second Team en 2020
- All-MAC Honorable Mention en 2020

## Statistiques

### Universitaires
Les statistiques de David DiLeo en matchs universitaires sont les suivantes :
| Saison    | Équipe           | Matchs | Titul. | Min./m | % Tir | % 3pts | % LF | Rbds/m. | Pass/m. | Int/m. | Ctr/m. | Pts/m. |
| --------- | ---------------- | ------ | ------ | ------ | ----- | ------ | ---- | ------- | ------- | ------ | ------ | ------ |
| 2016-2017 | Central Michigan | 32     | 0      | 24,5   | 38,5  | 37,6   | 84,8 | 5,03    | 0,72    | 0,66   | 0,09   | 8,53   |
| 2017-2018 | Central Michigan | 36     | 36     | 33,6   | 39,0  | 34,9   | 80,5 | 6,64    | 1,39    | 0,94   | 0,25   | 12,39  |
| 2018-2019 | Central Michigan | 35     | 35     | 34,4   | 43,5  | 41,7   | 76,7 | 4,91    | 0,86    | 0,80   | 0,37   | 12,06  |
| 2019-2020 | Central Michigan | 32     | 32     | 31,4   | 44,5  | 40,0   | 87,5 | 5,06    | 0,91    | 1,00   | 0,12   | 14,47  |
| Carrière  | Carrière         | 135    | 103    | 31,1   | 41,5  | 38,4   | 82,0 | 5,44    | 0,98    | 0,85   | 0,21   | 11,88  |